# Ван Хань (стрибунка у воду)
Ван Хань (кит.: 王涵, 31 серпня 1991, Чунцін, Китай) — китайська стрибунка у воду, олімпійська чемпіонка 2020 року, чотиразова чемпіонка світу.

## Виступи на Олімпіадах
| Олімпіада  | Дисципліна                                | Місце |
| ---------- | ----------------------------------------- | ----- |
| Токіо 2020 | синхронні стрибки з 3-метрового трампліна | 1     |